# 滇黄堇
滇黄堇（学名：Corydalis yunnanensis）为罂粟科紫堇属下的一个种。种加词 yunnanensis 意为“云南的”。